# 게르하르트 트레멜
게르하르트 트레멜(독일어: Gerhard Tremmel, 1978년 11월 16일 ~ )은 독일의 전 축구 선수로, 포지션은 골키퍼이다.